# Acanthicochernes biseriatus
Genre
Espèce
Acanthicochernes biseriatus, unique représentant du genre Acanthicochernes, est une espèce de pseudoscorpions de la famille des Chernetidae.

## Distribution
Cette espèce se rencontre aux Salomon et en Papouasie-Nouvelle-Guinée.

## Description
Acanthicochernes biseriatus mesure de 2,2 à 2,3 mm.

## Publication originale
- Beier, 1964 : Further records of Pseudoscorpionidea from the Solomon Islands. Pacific Insects, vol. 6, no 4, p. 592-598 (texte intégral).